# هيلينا يارمر
هيلين جارمر (بالألمانية: Helene Jarmer)‏(من مواليد 8 أغسطس 1971)، عضو في المجلس الوطني للنمسا، هي ثالث شخص أصم ثقافيًا في تاريخ العالم ينتخب لعضوية برلمان وطني (بعد ويلما نيوهودت دروشين من جنوب إفريقيا التي انتخبت في برلمان جنوب أفريقيا في عام 1999، وديميترا أرابوغلو التي انتخبت في البرلمان اليوناني في عام 2007).

## سيرتها

### النشأة والتعليم
أصبحت هيلين جارمر صماء في الثانية من عمرها نتيجة لحادث سيارة. التحقت بمدرسة للطلاب الذين يعانون من ضعف السمع بعد أن صنفهم الأطباء على أنهم يعانون من ضعف السمع. وقد أتاح لها ذلك جودة تعليمية أفضل، حيث لم تكن مدارس الصم في النمسا في تلك الأيام في حالة أفضل، لأن أيا منها لم يسمح باستخدام لغة الإشارة لأغراض تعليمية. تخرجت كطالب عادي من المدرسة الثانوية الفنية (Höhere Technische Lehranstalt) في مركز Ungargasse التعليمي (Schulzentrum Ungargasse) في فيينا، النمسا.
ثم حضرت جارمر وتخرجت من برنامج تدريب المعلمين ليكونوا مؤهلين لتعليم الطلاب الصم وضعاف السمع في المدارس الثانوية (Hauptschule) وفي مدارس الصم. درست بعد ذلك لمدة 11 عامًا في المعهد الوطني للصم (Bundesinstitut für Gehörlosenbildung). خلال هذا الوقت، درّست صفًا ثنائي اللغة ضم طلابًا صمًّا وسامعين على حد سواء، كجزء من بيئة مدرسية تجريبية.

### البرلمان
في 10 يوليو 2009، خلفت هيلين جارمر أولريك لوناسيك في المجلس الوطني للنمسا. أصبح لوناسيك عضواً في البرلمان الأوروبي في يوليو 2009.